# Linton, Cambridgeshire
Linton är en ort och civil parish i South Cambridgeshire, i Cambridgeshire i England. Folkmängden uppgick till 4 525 invånare 2011, på en yta av 1,39 km².